# Hovhannes Tumanyan
Hovhannés Tumanián (armenio: Հովհաննես Թումանյան) (19 de febrero de 1869-23 de marzo de 1923) fue un poeta y escritor armenio cuya obra fue escrita en forma trágica, a menudo centrada en las difíciles condiciones de vida de los habitantes de la región de Lorri.
Nació en el poblado de Dsegh en la provincia de Lorri, Armenia. Su padre Ter-Tadevos era párroco del pueblo, descendiente de una familia aristocrática armenia de Tumanián, rama de los Mamikonián, y su madre fue una narradora con un interés particular por las fábulas, de quienes Hovhannés se habría de inspirar para crear la temática de su obra.
Cuando el Catholicós de la Iglesia apostólica armenia ordenó a los refugiados armenios del oeste no entrar en la iglesia y casa de este fundamentando que la orden la daba él mismo, el Catolicós de todos los armenios, Tumanián respondió que los refugiados podían buscar ayuda en las habitaciones del mismo Catholicós bajo orden del poeta de todos los armenios, título por el cual es comúnmente conocido.
Fue padre de 10 hijos, entre ellos, la arquitecta Tamar Tumanián.